# اللكمه السوداء (حبيل جبر)

تعديل مصدري - تعديل

اللكمه السوداء هي إحدى قرى عزلة حبيل جبر بمديرية حبيل جبر التابعة لمحافظة لحج، بلغ تعداد سكانها 58 نسمة حسب تعداد اليمن لعام 2004.